# Mandeligheid

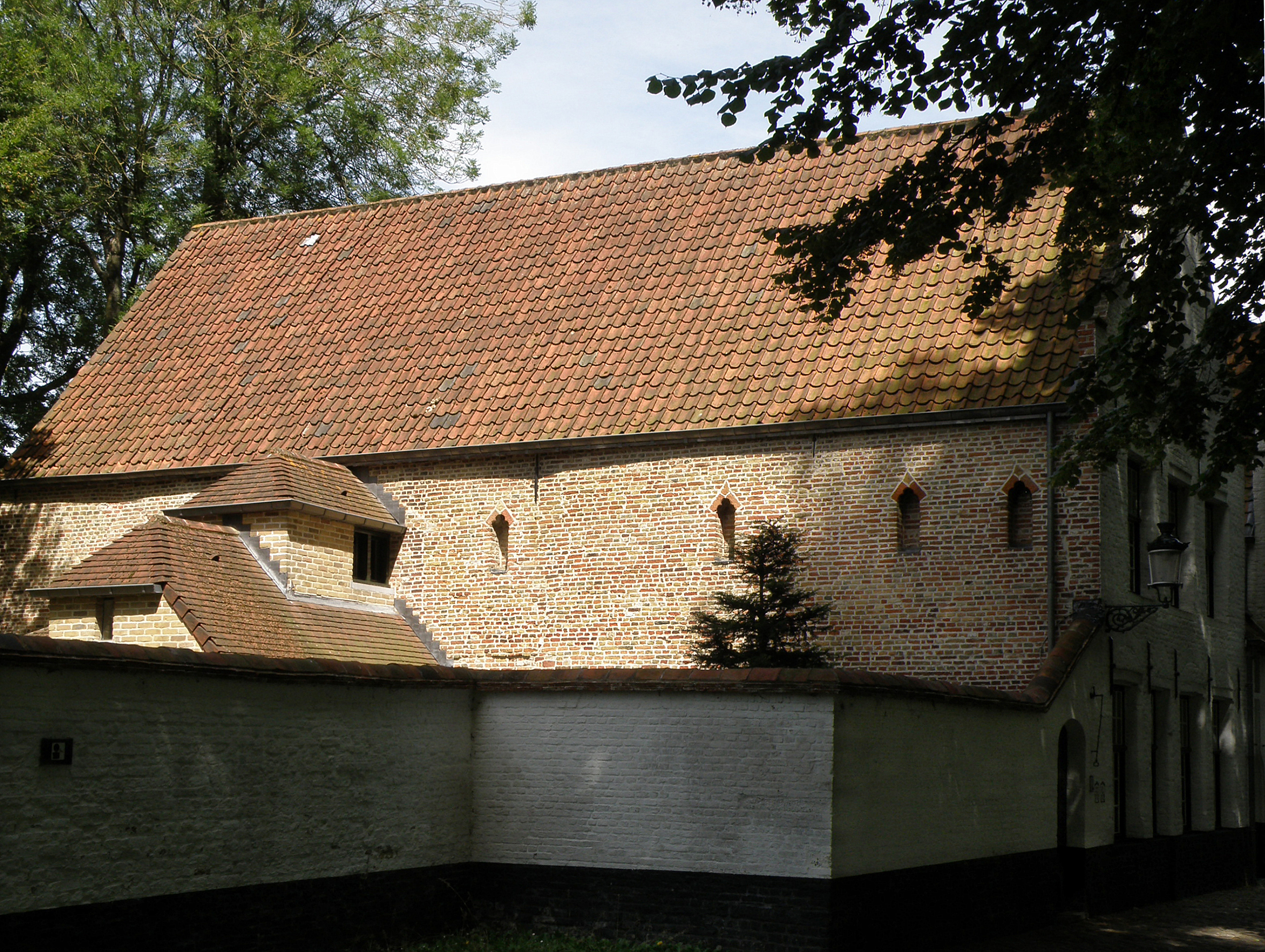
Voorbeeld van een gemene muur in het Begijnhof Ten Wijngaerde in Brugge.

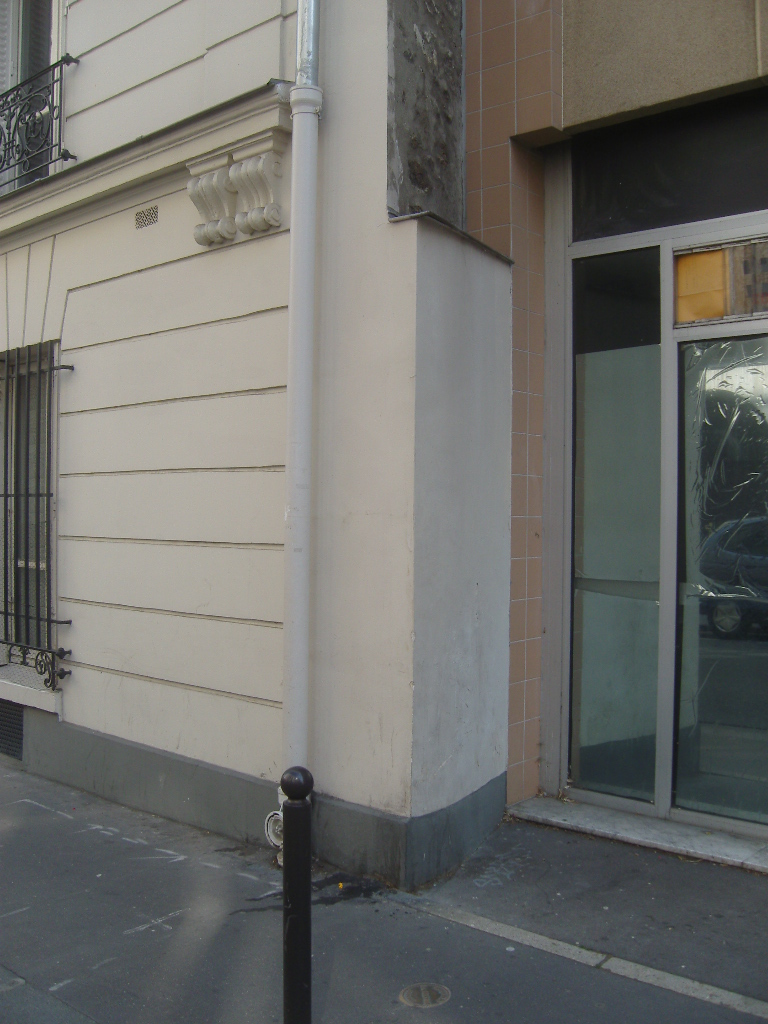
Restant van een historische gemene muur. Parijs, Rue de la Colonie.

Mandeligheid (met klemtoon op de eerste -e-) is een vorm van mede-eigendom op een afsluiting tussen twee percelen. De afsluiting kan bestaan uit bijvoorbeeld een afscheidingsmuur, een heg, een gracht, een omheining, een afrastering of een pad. De eigenaars van de aangrenzende percelen zijn de gezamenlijke eigenaars van de afsluiting. Dit houdt in dat ook het onderhoud hiervan voor gezamenlijke rekening komt en dat men niet eenzijdig tot verandering, afbraak of kappen mag overgaan, en dat het gedeelde pad vrij voor beide naburen toegankelijk en bruikbaar moet blijven.
Het woord mandelig is afgeleid van het vroeger in Noordoost-Nederland gebruikte mande 'gemeenschap', dat aan Oudfries mand, monda ‘meente’ werd ontleend en van het Germaanse *mainiþō- ‘gemeenschap, gemeenschappelijk bezit’ afstamt. De afleiding mandelig uit het oorspronkelijk Friese grondwoord is waarschijnlijk via Saksische dialecten tot stand gekomen en vervolgens door Gerhardus Diephuis in de Nederlandse rechtstaal geïntroduceerd.

## België

### Definitie

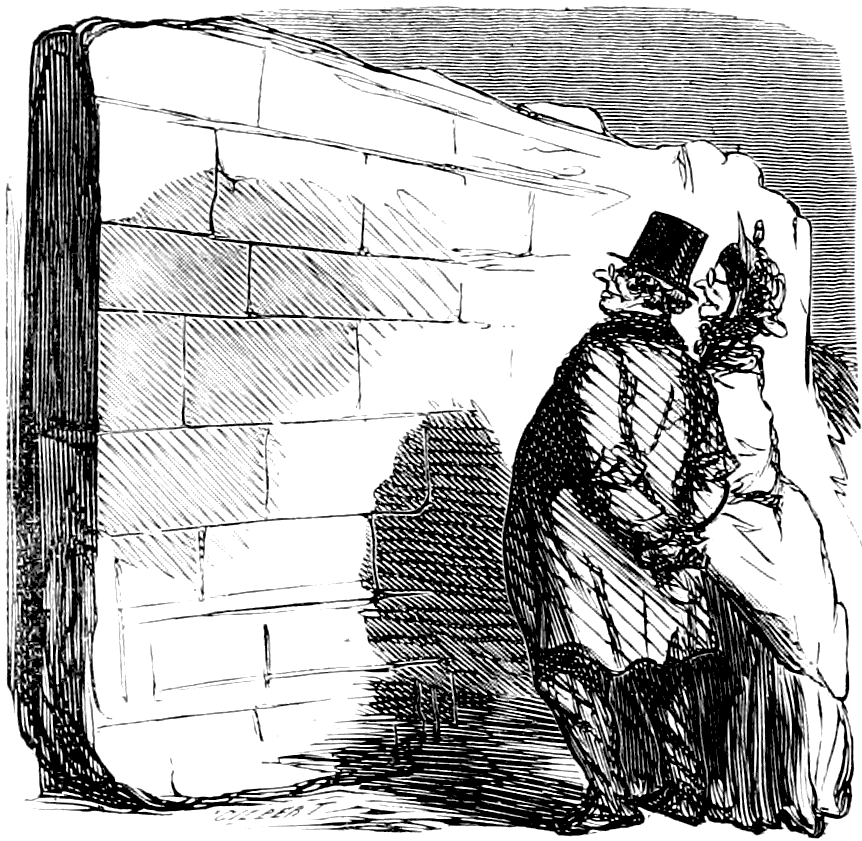
Karikatuur van een gemene muur.

Het Belgisch recht definieert de mandeligheid (Frans: mitoyenneté; Duits: Gemeinschaftseigentum) als een recht van mede-eigendom van een afscheidende afsluiting, ongeacht of het gaat om een muur, haag, gracht, omheining, afrastering of enig ander materieel element (art. 3.103, eerste lid BW). De mandeligheid wordt geregeld in de artikelen 3.103 tot 3.131 van het Burgerlijk Wetboek, bij de bepalingen over de burenrelaties. Voor de inwerkingtreding van boek 3 van het Burgerlijk Wetboek op 1 september 2021 werd de mandeligheid in België geregeld in de artikelen 653 tot 673 van het Oud Burgerlijk Wetboek en in het Veldwetboek, en maakte men een onderscheid tussen de gemene muur en de gemene gracht.

### Bewijs

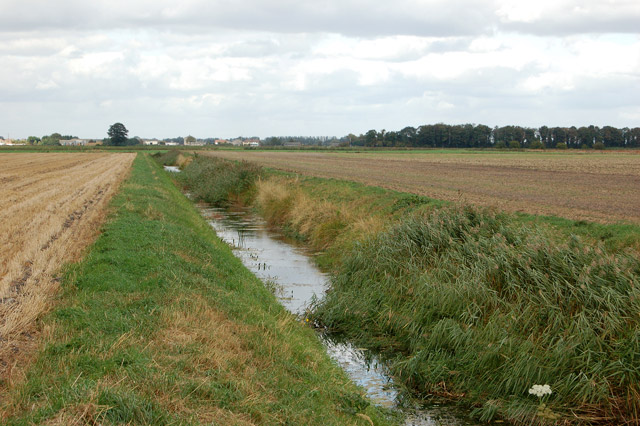
Voorbeeld van een gracht tussen twee percelen. Op basis van art. 3.104 BW wordt deze gracht vermoed gemeen te zijn aan beide naburen.

Iedere gemene afsluiting wordt vermoed voor de helft in mede-eigendom toe te behoren aan elk van beide eigenaars, maar het is mogelijk om bewijs te leveren van het tegendeel (art. 3.104 BW).
De afsluitingen die ofwel langs, ofwel schrijlings op de perceelsgrens tot stand zijn gebracht, worden vermoed gemeen te zijn, behoudens verkrijgende verjaring of andersluidende titel (art. 3.105, eerste lid BW). Als evenwel niet vaststaat dat de afsluiting zich schrijlings op de perceelsgrens bevindt, dan kan het vermoeden van mandeligheid ook worden tegengesproken door een teken van niet-mandeligheid. De wet somt enkele tekenen op die op een niet-mandeligheid kunnen wijzen (art. 3.105, tweede en derde lid BW):
- Ten eerste wordt een muur vermoed toe te behoren aan de eigenaar van het perceel waarnaar de top van die muur afhelt of aan wiens zijde uit architecturale elementen de privatieve aard ervan blijkt.
- Ten tweede wordt een gracht wordt geacht toe te behoren aan de eigenaar van het perceel aan wiens zijde de uitgegraven aarde zich bevindt.
- Ten derde wordt een afsluiting vermoed toe te behoren aan de eigenaar van het afgesloten perceel wanneer één enkel perceel volledig is afgesloten.

Een steunmuur waarop de buur geen enkel recht uitoefent, wordt vermoed privatief toe te behoren aan de eigenaar van het perceel waarvan hij de grond ondersteunt, evenwel opnieuw behoudens verkrijgende verjaring of andersluidende titel (art. 3.105, vierde lid BW).

### Ontstaan van de gemene afsluiting

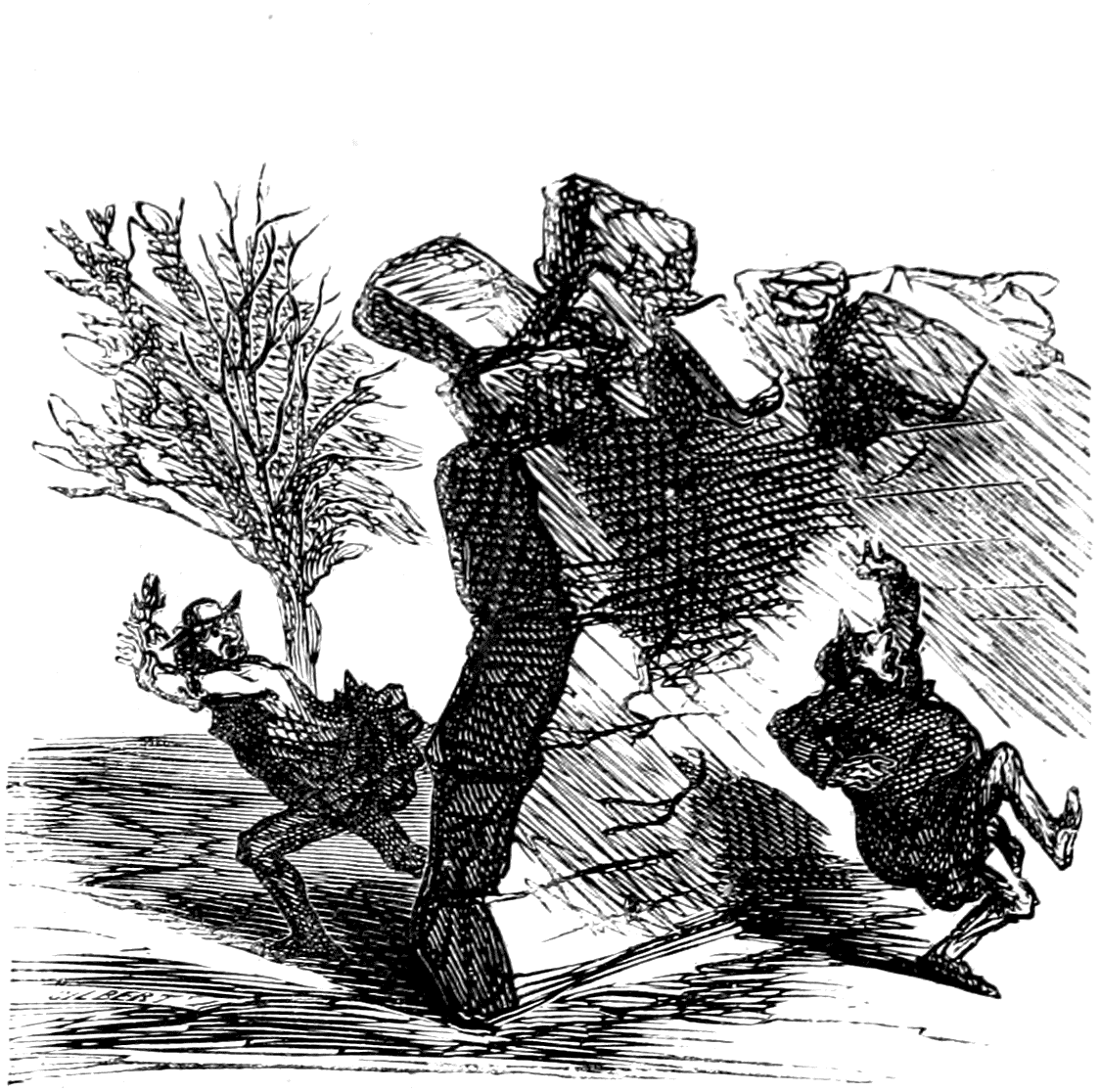
Karikatuur. La loi ne dit pas lequel des deux propriétaires le recevra sur la tête lorsqu’il viendra à tomber.

Tussen twee percelen waarvan minstens een is bebouwd, kan iedere eigenaar van de aangrenzende eigenaar vorderen dat hij meewerkt aan de oprichting van een gemene afsluiting, tenzij er zich al een private afsluiting bevindt langs de scheidslijn. De eigenaars van beide percelen moeten in dat geval gelijk bijdragen in de kosten (art. 3.106, eerste en tweede lid BW).
Indien echter een van de twee buren een muur wil oprichten die kan dienen als ondersteuning voor een bouwwerk, kan hij opleggen aan zijn nabuur dat de afsluiting bestaat uit een muur met een normale stevigheid, breedte en hoogte in functie van de bestemming van de goederen. Als de aangezochte nabuur in dat geval evenwel aantoont dat hij geen enkel nut heeft bij een dergelijke muur en er geen gebruik van zal maken, moet enkel de verzoekende buur instaan voor de kosten en is deze de enige eigenaar van de muur. De muur kan dan wel schrijlings over de perceelsgrens worden opgericht zonder dat de verzoekende buur een vergoeding verschuldigd is voor het ingenomen gedeelte van het perceel (art. 3.106, derde lid BW).

### Verkoop
Elke mede-eigenaar kan enkel over zijn aandeel in de gemene afsluiting beschikken als hij tegelijk over de eigendom van zijn perceel beschikt (art. 3.103, tweede lid BW). Het is dus niet mogelijk om zijn deel in de gemene afsluiting te verkopen zonder zijn grond zelf mee te verkopen.
Elke nabuur heeft het recht om de afsluitingen aan de grens van zijn perceel geheel of gedeeltelijk gemeen maken. De buur is dan wel een vergoeding verschuldigd aan de eigenaar van de afsluiting. Deze vergoeding bestaat enerzijds uit de helft van waarde van de afsluiting die hij gemeen wil maken en anderzijds uit de helft van de waarde van de overeenkomstige onderliggende grond (art. 3.107 BW). Omgekeerd kan iedereen die een inneming doet die geldt als inbezitneming van een privatieve afsluiting en die daaraan geen einde maakt binnen een redelijke termijn, worden gedwongen de mandeligheid ervan aan te kopen en de eigenaar van de afsluiting de helft van de waarde van het deel dat hij in bezit neemt en de helft van de waarde van de ingenomen grond te vergoeden (art. 3.108 BW). De waarde wordt telkens bepaald op het moment van de aankoop van de mandeligheid (art. 3.109, eerste lid BW).

### Bevoegdheden op een gemene afsluiting

#### Algemene bevoegdheden

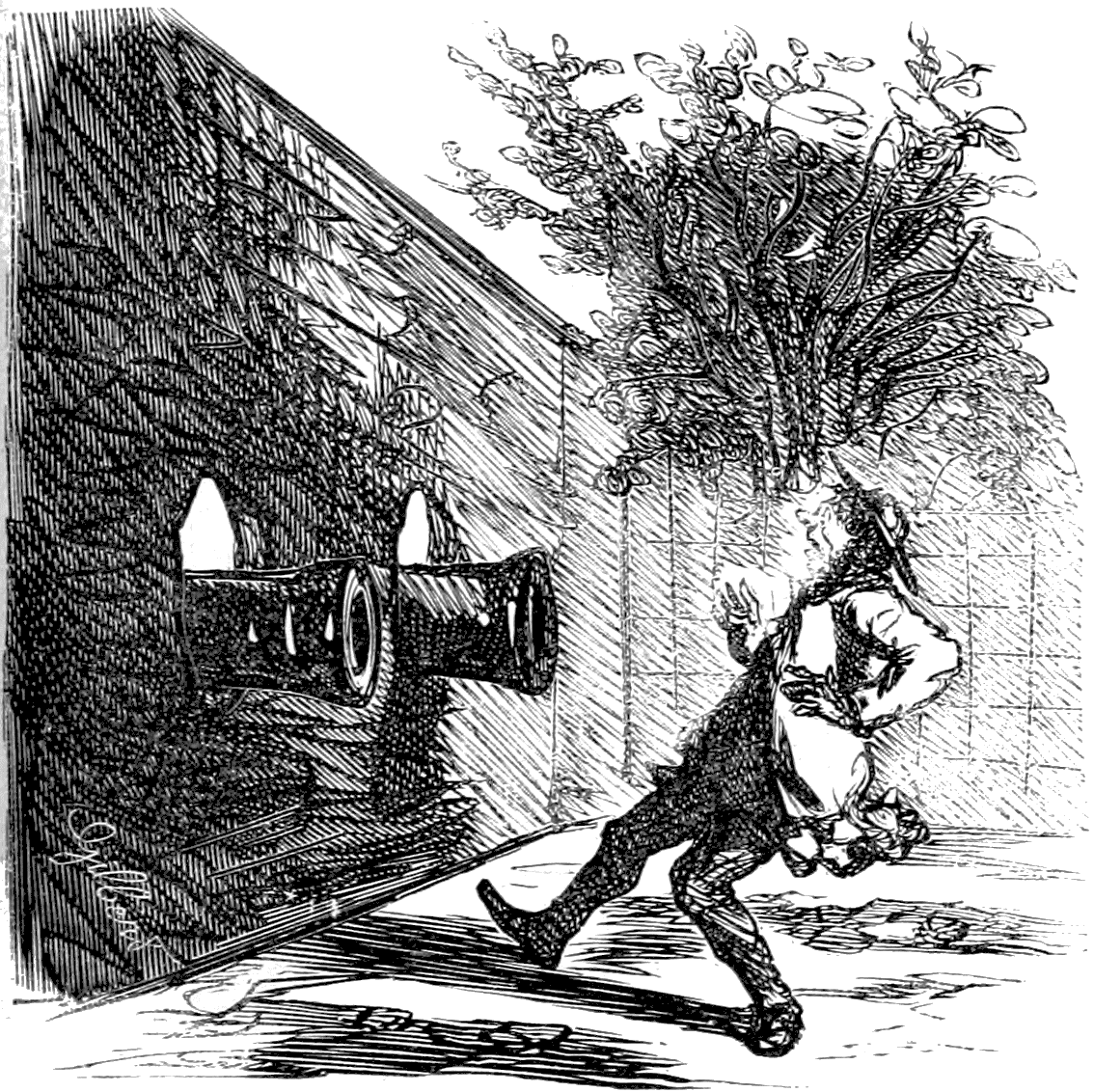
De regels van de mandeligheid beschermen de nabuur in dit karikaturale voorbeeld van een holte in zijn gemene muur.

Iedere nabuur mag gebruik maken van de gemene afsluiting en daarvan het genot hebben, zolang men de bestemming van de muur respecteert en geen afbreuk doet aan de rechten van de andere nabuur. Iedere nabuur mag daden van bewaring of daden van tijdelijk beheer verrichten zonder de instemming van de nabuur. Daarentegen is de instemming van de nabuur wel vereist voor de andere daden van beheer en de daden van beschikking, tenzij indien de rechter oordeelt dat een weigering rechtsmisbruik zou uitmaken (art. 3.110, eerste en tweede lid BW).
Wat het gebruik en genot betreft, kan elke nabuur handelen alsof hij alleen eigenaar is van zijn zijde van de afsluiting, zolang men de bestemming van de muur respecteert en geen afbreuk doet aan de rechten van de andere nabuur (art. 3.110, tweede lid BW). Iedere nabuur is daarom bijvoorbeeld vrij om te bepalen in welke kleur hij een gemene muur schildert.

#### Bijzondere bevoegdheden

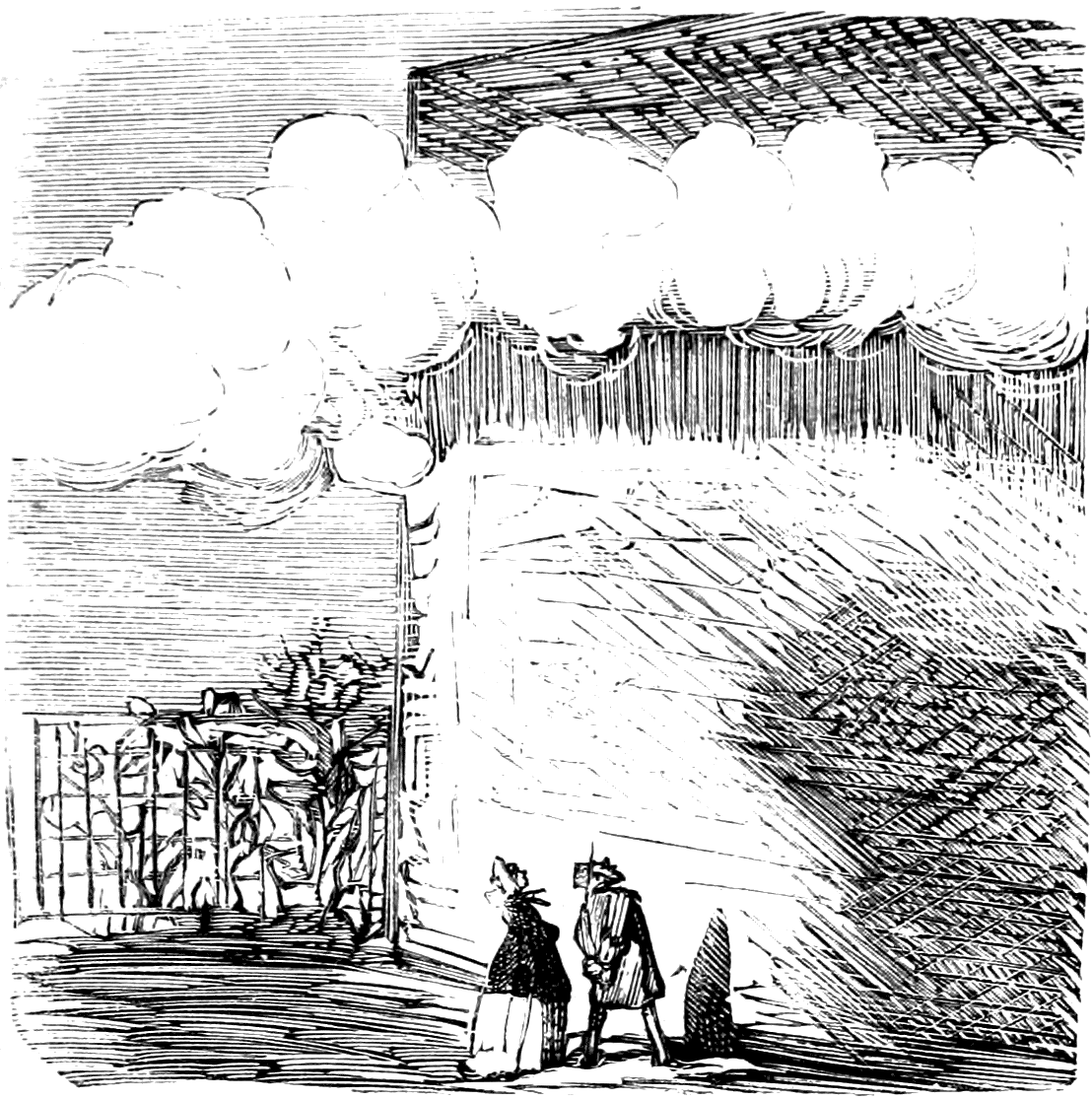
Karikatuur over een nabuur die de gemene muur heeft verhoogd.

Daarnaast mag iedere nabuur tegen een gemene muur aanbouwen en daarin alle werken of beplantingen aanbrengen tot de helft van de dikte ervan. Daar heeft de nabuur wel het voorafgaande akkoord van de aangrenzende mede-eigenaar voor nodig. Als die niet instemt, kan de rechter bij vonnis de noodzakelijke modaliteiten vastleggen om niet aan de rechten van de andere te schaden (art. 3.111, eerste lid BW).
Iedere nabuur mag een gemene muur ook verhogen, maar moet dan wel de kosten voor deze verhoging zelf dragen en is eventueel een schadevergoeding verschuldigd voor de last die eruit voortvloeit. Als de bestaande muur een normale stevigheid heeft, maar de geplande verhoging niet kan dragen, dan moet degene die de muur wil verhogen de muur op zijn kosten volledig opnieuw opbouwen. De eventuele meerdere dikte moet van de grond aan zijn kant worden afgenomen. Het opgetrokken gedeelte van de muur behoort toe aan diegene die het tot stand heeft gebracht. De oprichter draagt ook de kosten voor het onderhoud, de herstelling en de heropbouw ervan (art. 3.111, tweede en derde lid BW).

### Onderhoud en herstellingen
De herstellingen tot onderhoud, de grove herstellingen en heropbouw van een gemene afsluiting zijn ten laste van de mede-eigenaars, elk naar verhouding tot hun rechten, behalve indien zij uitsluitend aan een van hen zijn te wijten. Een mede-eigenaar kan ontsnappen aan deze verplichting door zijn rechten in de gemene afsluiting af te staan aan de andere mede-eigenaar, die als hij dat wil de verwijdering van de afsluiting kan eisen. Deze verwijdering gebeurt op kosten van beide naburen (art. 3.112 BW).

## Nederland
Mandeligheid is geregeld in Boek 5 van het Nederlandse Burgerlijk Wetboek, Titel 5, de artikelen 60 en volgende. Het kan gaan om een wettelijke of een contractuele mandeligheid.